# Германский национальный музей

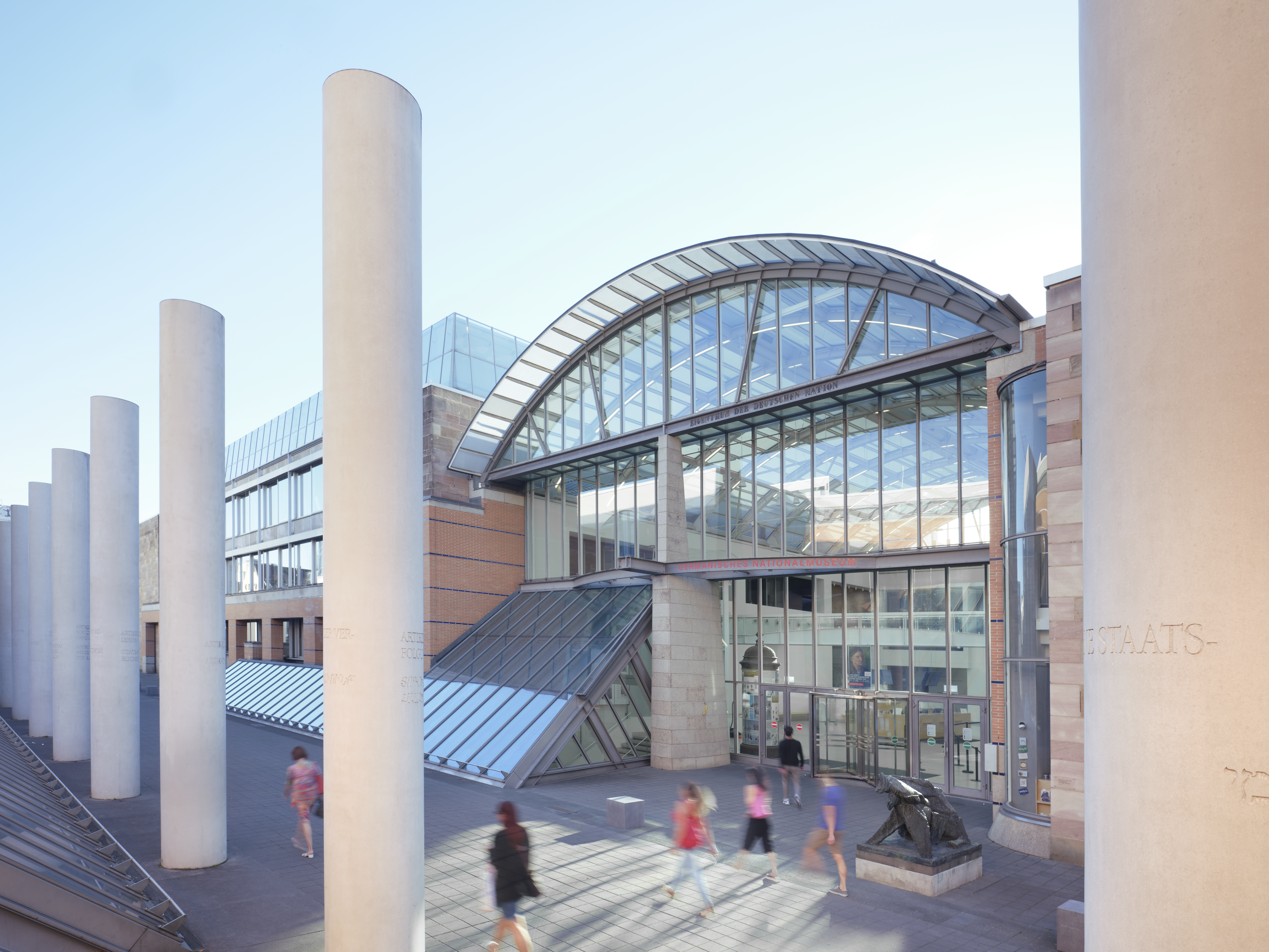
Центральный вход в Германский национальный музей

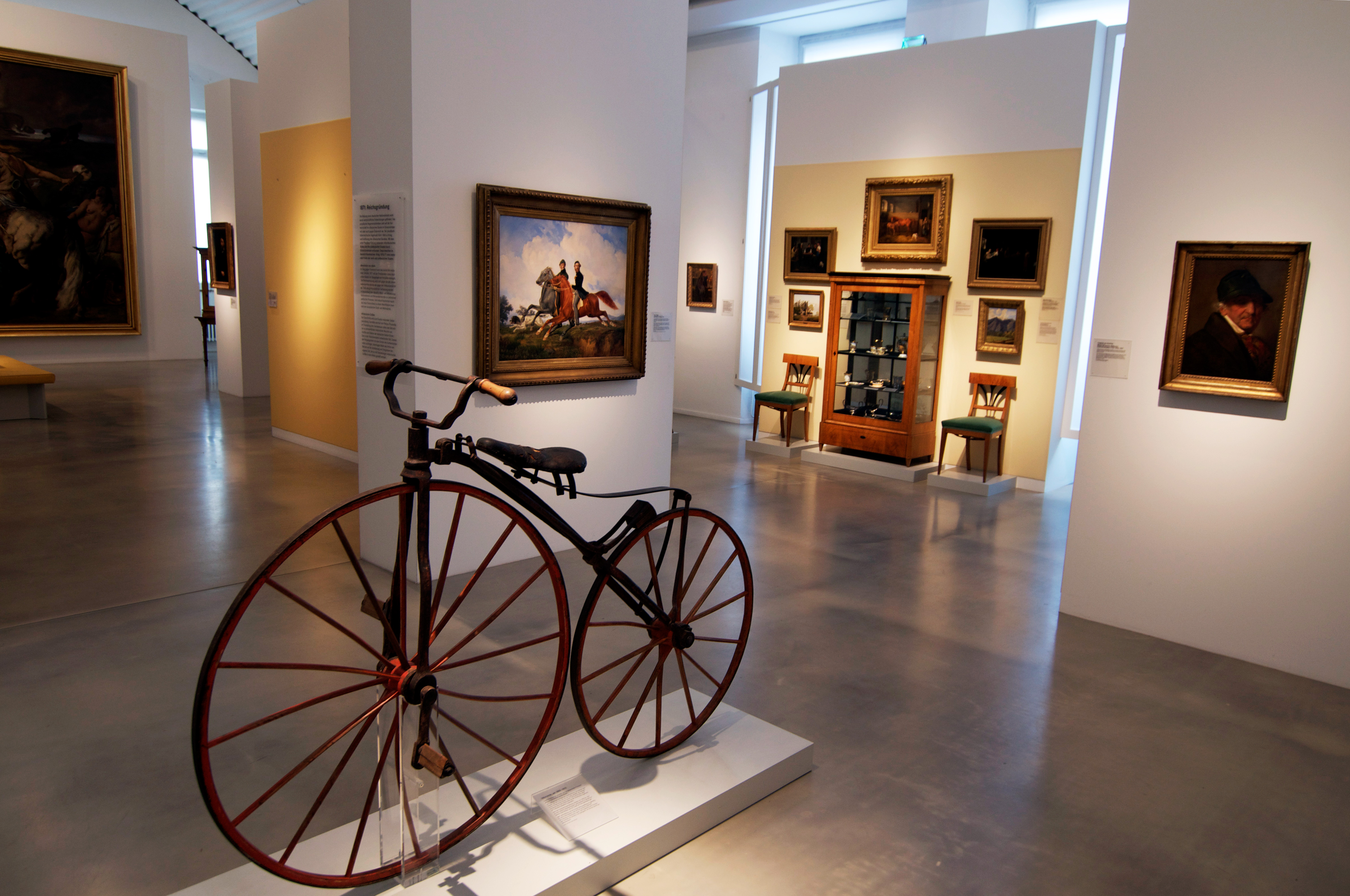
Зал XIX века

Германский национальный музей (нем. Germanisches Nationalmuseum) в Нюрнберге — крупнейший художественный и исторический музей германоязычной Европы. Коллекция музея насчитывает около 1,3 миллиона экспонатов. Основан Гансом Филиппом фон Ауфзесом в 1852 году как Германский музей (Germanisches Museum). Современный музейный комплекс (последняя реконструкция закончилась в 1996 году) включает в себя строения большого нюрнбергского картезианского монастыря (в том числе клуатр).

## Экспозиция музея
Наиболее значимыми являются коллекции живописи и скульптуры. Коллекция живописи включает работы Альбрехта Дюрера, Ганса Гольбейна Старшего, Лукаса Кранаха Старшего, Питера Брейгеля Старшего, Рембрандта и многие других художников.
Коллекция скульптуры славится творениями Файта Штосса и Адама Крафта. 
Также в музее представлено много исторических музыкальных инструментов, игрушек, предметов интерьера и мебели,  научных приборов, астрономических, географических и хирургических инструментов (в том числе старейший глобус Мартина Бехайма), монет, печатей, медалей, текстильных изделий, ювелирных украшений, оружия и охотничьего снаряжения.
В архиве музея хранится более 10 тысяч древних рукописей и актов.

### Музыкальные инструменты
Коллекция исторических музыкальных инструментов Германского национального музея — одна из крупнейших в Европе. Помимо выставки музей (при содействии Баварского радио) организует концерты из серии «Musica Antiqua», с участием видных музыкантов-аутентистов и с использованием инструментов из музейного собрания. Среди наиболее примечательных экспонатов
- теноровый тромбон, датируемый 1551 — старейший полностью сохранившийся тромбон
- декорированная басовая виола да гамба (1563) инструментального мастера Ганса Фогеля
- двухмануальный вирджинал (фламандский мастер М. ван дер Бист, 1580)
- флейта из слоновой кости (мастер Якоб Деннер)
- контрабасовая продольная флейта (блокфлейта) (мастер Иероним Кюнзекер)
- клавесин, ок. 1750 (мастер Иоанн Даниель Дулькен)
- пятихорная гитара конца XVII века (мастер Иоахим Тильке)
- скрипка, ок. 1680 (мастер Маттиас Гуммель)
- молоточковое фортепиано, 1749 (мастер Готфрид Зильберман)
- спинет, 1767 (мастер Иоганн Генрих Зильберман)
- молоточковое фортепиано, 1788 (мастер Иоанн Андреас Штайн)

В коллекцию вошли дарения частных коллекционеров, последнее из которых (в 2000 году) — коллекция медных духовых инструментов Карла и Хельги Хахенбергов.